# Неброво-Велике
Неброво-Велике (пол. Nebrowo Wielkie, нім. Groß Nebrau) — село в Польщі, у гміні Садлінки Квідзинського повіту Поморського воєводства.
Населення — 337 осіб (2011).
У 1975-1998 роках село належало до Ельблонзького воєводства.

## Демографія
Демографічна структура станом на 31 березня 2011 року:
|          | Загалом | Допрацездатний вік | Працездатний вік | Постпрацездатний вік |
| -------- | ------- | ------------------ | ---------------- | -------------------- |
| Чоловіки | 163     | 30                 | 117              | 16                   |
| Жінки    | 174     | 34                 | 105              | 35                   |
| Разом    | 337     | 64                 | 222              | 51                   |